# Phương (họ)
Phương là một họ của người châu Á. Họ này có mặt ở Việt Nam, Triều Tiên (Hangul: 방, Romaja quốc ngữ: Bang) và Trung Quốc (chữ Hán: 方, Bính âm: Fang). Trong danh sách Bách gia tính họ này đứng thứ 56, về mức độ phổ biến họ này xếp thứ 63 ở Trung Quốc theo thống kê năm 2006.
Các dòng họ Phương ở Việt Nam:
- Phương Văn, Phương Công, Phương Bá ở Tản Hồng, Ba Vì, Hà Nội
- Phương Hữu ở Bắc Ninh
- Phương Sĩ
- Phương Văn, Phương Đình ở Xuân La, Tây Hồ, Hà Nội.
- Phương Đình (dân tộc san chí tại Thái Nguyên)
- Phương Kim ở xã Hùng Thắng, huyện Bình Giang, tỉnh Hải Dương.

## Nhân vật Việt Nam họ Phương
- Phương Mỹ Chi, ca sĩ chuyên hát nhạc mang âm hưởng dân ca miền Nam
- Phương Minh Hòa, thượng tướng Quân đội Nhân dân Việt Nam
- Phương Hữu Việt, đại biểu Quốc hội Việt Nam khóa X

## Nhân vật Trung Quốc họ Phương
- Phương Lạp, lãnh tụ cuộc khởi nghĩa nông dân lớn nhất đời nhà Tống
- Phương Hiếu Nhụ, học giả đời nhà Minh
- Phương Sĩ Thứ, họa sĩ đời nhà Thanh
- Phương Bao, nhà văn đời nhà Thanh
- Phương Thế Ngọc, võ sư đời nhà Thanh
- Phương Chấn Vũ, Tướng lĩnh Quân đội Quốc Dân Đảng Trung Quốc, Chủ tịch tỉnh An Huy năm 1929 thời Trung Hoa Dân Quốc
- Phương Trung Tín, diễn viên Hồng Kông
- Phương Lực Thân, ca sĩ Hồng Kông
- Liên Phương Vũ, tên khai sinh là Phương Vũ, nhà hoạt động chính trị Đài Loan, vợ của Liên Chiến, chủ tịch Quốc dân đảng Trung Quốc

## Nhân vật Triều Tiên họ Phương
- Bang Min Ah (Hán Việt: Phương Mân Nhã), nữ ca sỹ nhóm nhạc Girl's Day.
- Christopher Bang hay Bang Chan (Hán Việt: Phương Xán), ca sĩ, thành viên nhóm nhạc Stray Kids.
- Bang Yedam (Hán Việt: Phương Nghệ Đàm), ca sĩ kiêm nhạc sĩ, cựu thành viên nhóm nhạc Treasure.